# تشياباس
تشياباس (بالإسبانية: Chiapas)‏، واسمها رسميا ولاية تشياباس الحرة وذات السيادة (بالإسبانية: Estado Libre y Soberano de Chiapas)‏، هي إحدى ولايات المكسيك الإحدى الثلاثين. وهي مقسمة إلى 122 بلدية وعاصمتها هي توكستلا غوتيريز. وتشمل المراكز السكانية الهامة الأخرى في الولاية مدينة أوكوسينغو، تاباتشولا، سان كريستوبال دي لاس كاساس، كوميتان، آرياغا. تقع الولاية في جنوب غرب المكسيك، وهي أقصى ولاية في الجنوب، وتحدها ولايات أواكساكا إلى الغرب، فيراكروز إلى الشمال الغربي وتاباسكو إلى الشمال، ومحافظات بيتين، كيتشي، ويويتنانغو، سان ماركوس من غواتيمالا إلى الشرق والجنوب الشرقي. تطل ولاية تشياباس على المحيط الهادي إلى الجنوب.
بشكل عام، تمتلك تشياباس مناخا مداريا رطبا. في الشمال، في منطقة الحدود مع ولاية تاباسكو، بالقرب تيبا، يصل متوسط هطول الأمطار إلى أكثر من 3000 ملم (120 بوصة) سنويا. في الماضي، كان الغطاء النباتي الطبيعي في عبارة عن غابات مطيرة دائمة، ولكن تم تدمير معظم هذه النباتات لفسح المجال أمام الزراعة وتربية المواشي. يقل متوسط الأمطار كما اتجهنا نحو المحيط الهادئ، إلا أنها تظل وفيرة بما يكفي لزراعة الموز والعديد من المحاصيل المدارية الأخرى قرب تاباتشولا. تمتد عدة سلاسل جبلية على طول وسط تشياباس، فيكون المناخ معتدلا وضبابيا، ما يسمح بنمو الغابات الضبابية مثل الموجودة في محمية دي لا بيوسفيرا إل تريونفو، والتي هي موطن لعدد قليل من الكويتزال البراق والغوان المقرن.
تعد تشياباس موطنا لآثار حضارة المايا القديمة مثل بالينكي، ياشتشيلان، بونامباك، تشينكولتيك. وهي أيضا موطن لإحدى أكبر جماعات السكان الأصليين في البلاد وبها إثنا عشر عرقية معترف بها فدراليا. ويتركز جزء كبير من تاريخ الولاية على إخضاع هذه الشعوب التي ثارت في أحيان عديدة. آخر هذه الثورات كانت انتفاضة زاباتيستا عام 1994، والتي نجحت في الحصول على حقوق جديدة للسكان الأصليين.
من بين المجموعات العرقية التي تسكن تشياباس: زوكويس، وزوزيليس، وزيلتاليس، وتوجولاباليس، وكليس، ولاكاندونيس، وموتشوس، وكاكتشيكويليس، وماميس.

## أعلام
- كريستوبال كروز
- دانيال توريس غارسيا
- هارفي غوتيريز ألفاريز
- فلاديمير راموس كارديناس
- كارلوس موراليس فاسكيز

## وصلات خارجية
- سياحة تشياباس